# هيوسونج
شركة هيوسونج ((هانغل: 효성)) عبارة عن شركة صناعية كورية كبيرة. تأسست الشركة في عام 1966. وتعمل في مجالات مختلفة، بما في ذلك الصناعات الكيمياوية والآلات الصناعية، وتكنولوجيا المعلومات،والتجارة، والبناء. والشركة مشهورة في كوريا في تجهيز الشقق الراقية وأجهزة الصراف الآلي. الرئيس التنفيذي للشركة جوسوك ليه.